# 吳傑 (嘉慶進士)
吳傑（1783年—1836年），字梅梁，浙江会稽（今绍兴）人。清朝政治人物。
少年即能撰文，为阮元所賞識。拔贡生，应天津召试，取二等，擔任文颖馆謄录，书成後，授昌化教谕。嘉庆十九年（1814年）进士，选庶吉士，授编修。道光二年（1822年），督四川学政。擔任給事中，出京為湖南岳常澧道，历官贵州按察使、顺天府丞。道光十三年（1833年）上疏论川南少数民族事务，主张先剿后抚，以除内奸、分疆界为善后之策。后连续主持顺天乡试及会试。道光十五年（1835年），擢工部侍郎。道光十六年（1836年），吳傑卒。

## 延伸阅读
[在维基数据编辑]
 《清史稿·卷376》，出自趙爾巽《清史稿》